# 지보중학교
지보중학교(知保中學校)는 대한민국 경상북도 예천군 지보면 마전리에 있는 공립 중학교이다.

## 학교 연혁
- 1954년 5월 17일 : 중학교 설립 인가(6학급 300명)
- 1954년 6월 12일 : 중학교 개교식
- 1974년 12월 27일 : 고등학교 설립 인가(6학급)
- 1975년 5월 9일 : 고등학교 개교식
- 2014년 2월 28일 : 지보고등학교 폐교(총 졸업생 2,297명)
- 2024년 2월 7일 : 지보중학교 제70회(5명) 졸업(총졸업생 8,305명)
- 2024년 3월 1일 : 제35대 홍명선 교장 부임
- 2024년 3월 4일 : 2024학년도 입학식(6명)

## 참고 자료
- 지보중학교 - 한국교육학술정보원 학교알리미